# Andreï Skotch
Andreï Vladimirovitch Skotch (russe : Андрей Владимирович Скоч), né le 30 janvier 1966 à Nikolskoïé (oblast de Moscou, Union soviétique), est un homme d'affaires et milliardaire russe, copropriétaire de la société d'exploitation minière Lebedenski GOK (ru).
En 2024, le magazine Forbes le classe 25e homme le plus riche de Russie avec une fortune estimée à 6,7 milliards de dollars.

## Jeunesse
Skotch naît le 30 janvier 1966 dans le village de Nikolskoïé, dans l'oblast de Moscou. Après avoir servi dans l'armée soviétique en 1984, il étudie à l'Institut central d'État de culture physique, où il rédige une thèse En 1998, il est diplômé de la Faculté de psychologie de l'université de sciences humaines d'État de Moscou (en) (ancienne université pédagogique ouverte d'État de Moscou),.

## Carrière
À la fin des années 1980, il se lance dans les affaires et ouvre une boulangerie avec Lev Kvetnoï (ru), puis vend des composants informatiques et acquiert des sociétés de distribution de carburant. Il occupe le poste de directeur général adjoint au sein de la SARL Kouznetsov et Cie (Кузнецов и партнёры).
En 1995, il  entre au capital de la société d'investissement Interfin (Интерфин), dont il devient directeur général adjoint,.
Il travaille aussi pour la banque MontajSpetsBank, avant de rejoindre son collègue milliardaire Alicher Ousmanov dans le secteur de la métallurgie.
Skotch rencontre Ousmanov en 1995, alors qu'il travaille comme négociant en pétrole pour sa banque. Avec Kvetnoï et Skotch, les premiers achats d'Ousmanov sont la société d'exploitation minière Lebedenski GOK (ru) et une usine de production d'acier à Belgorod.
En 1999, Skotch devient directeur général adjoint de Lebedinski GOK,.
Ousmanov forme le conglomérat Metalloinvest en 2006 après l'acquisition du complexe minier Mikhaïlovski GOK (ru). La fusion inclut Lebedinski GOK, ce qui fait de Skotch un actionnaire majeur du conglomérat : il participe au capital de Metalloinvest à hauteur de 30 %, bien que les actions soient apparemment détenues au nom de son père Vladimir,.
En 2016, Skotch est cité dans le scandale des Panama Papers.
En avril 2018, avec 23 autres ressortissant russes, il se voit infliger des sanctions par les États-Unis,.

## Carrière politique
En 1999, Skotch est élu député de l'oblast de Belgorod à la Douma d'État. En 2000, il prend la présidence du Conseil d'experts sur la métallurgie et l'industrie minière. La même année, il soutient sa thèse, intitulée La charité en Russie comme moyen de protection sociale de l'enfance,,,.
En décembre 2003, il est reconduit à son siège de député à la Douma. Il est de nouveau réélu en décembre 2007 sous l'étiquette du parti présidentiel Russie unie. À partir de 2012, il est membre du « Groupe inter-partisan des députés pour la protection des valeurs chrétiennes ».
Il est réélu une nouvelle fois en décembre 2011, puis en septembre 2016.
De 1999 à 2019, il participe en tout à la rédaction de 163 initiatives législatives et amendements à des projets de lois fédérales.

## Philanthropie
Il est l'un des créateurs de la fondation humanitaire Pokolenié (« Génération »), qui soutient entre autres les travailleurs culturels, les scientifiques, les familles de trois enfants ou plus, les vétérans de la Seconde Guerre mondiale ou encore les personnes âgées. La fondation finance aussi la construction d'installations médicales dans l'oblast de Belgorod et fournit un soutien financier pour la reconstruction et la restauration de cimetières militaires.
En 2007, Skotch offre aux vétérans de la Grande Guerre patriotique de l'oblast de Belgorod des VAZ-2105 personnels (3000 véhicules pour 260 millions de roubles),. 
En 2012, les institutions médicales de l'oblast de Belgorod reçoivent 51 nouvelles ambulances de la fondation Pokolenie. La même année, la fondation restaure le cimetière militaire soviétique de Székesfehérvár et la section soviétique du cimetière Kerepesi à Budapest (Hongrie). Au cours de la reconstruction, plus d'un millier de soldats des 2e et 3e fronts ukrainiens sont identifiés. Un mémorial est érigé au cimetière de Székesfehérvár.
En 2013, la fondation offre des VAZ-2104 à 180 familles nombreuses de l'oblast de Belgorod.
Skotch aurait fait don de plus de 117 millions de dollars, dont une partie destinée à la restauration de monuments de guerre en Russie. Par l'intermédiaire de la fondation Pokolenie, Skotch est le sponsor du prix des Débutants (en), un prix littéraire récompensant des écrivains de langue russe de moins de 25 ans

## Fortune
Selon Bloomberg, la fortune nette de Skotch s'élèverait à 6,3 milliards de dollars en février 2021. Le magazine Forbes le classe 288e dans sa liste des milliardaires du monde 2021, avec une richesse familiale estimée à 8,6 milliards de dollars.
| Année                                | 2011 | 2012 | 2013 | 2014 | 2015 | 2016 | 2017 | 2018 | 2019 | 2020 | 2021 |
| Fortune nette (milliards de dollars) | 3,9  | 4,2  | 7,9  | 8,2  | 5,7  | 5,3  | 6,9  | 4,9  | 5,2  | 6,3  | 8,8  |
| Rang (Russie)                        | 29   | 28   | 19   | 18   | 18   | 18   | 17   | 23   | 22   | 19   | 21   |

## Distinctions
- Médaille de l'ordre du Mérite patriotique (en), 2e classe (14 novembre 1998) « pour services rendus dans le domaine de la réadaptation sociale et de la protection des droits et intérêts des personnes handicapées[38] ».
- Médaille de l'ordre du Mérite patriotique (13 février 2003) « pour ses réalisations professionnelles et ses nombreuses années de travail consciencieux[39] ».
- Ordre de l'Honneur (13 décembre 2010) « pour sa contribution majeure à la perpétuation de la mémoire des soldats russes et soviétiques morts sur le territoire de la République populaire de Chine, et son travail caritatif actif[40],[41] ».
- Ordre de l'Honneur (Ossétie du Sud, 29 mai 2011) « pour sa contribution majeure au développement et au renforcement de l'amitié et de la coopération entre les peuples, son travail caritatif actif et son soutien au peuple de la république d'Ossétie du Sud dans la construction d'infrastructures d'intérêt social[42] ».
- Ordre d'Alexandre Nevski (2016) « pour sa restauration de monuments et de mémoriaux aux soldats russes et soviétiques dans l'oblast de Belgorod, en Chine et en Hongrie[43] ».

## Critiques
Selon le département du Trésor des États-Unis, Skotch, en parallèle de son rôle d'adjoint à la Douma, entretient de longue date des liens avec le crime organisé, et a été pendant un certain temps accusé d'avoir lui-même dirigé un groupe criminel : par conséquent, il a été ajouté, avec d'autres oligarques russes proches de Vladimir Poutine, à la liste des personnalités visées par les États-Unis dans le cadre des sanctions contre la Russie. Skotch déclare au journal Russian Reporter ne pas comprendre les raisons de sa présence sur la liste, tout en supposant un lien avec le conflit russo-ukrainien.
En juin 2022, un superyacht de 99 mètres, Madame Gu, qui coûte 156 millions de dollars, sanctionné par l'Union européenne et la Grande-Bretagne, a repéré au port de Dubaï. Bien que les ÉAU n'aient pas sanctionné la Russie, les représentants du gouvernement ont informé les alliés occidentaux que les organisations sanctionnées et les gens ne sont pas autorisées à faire des affaires dans le pays,.

## Vie privée
Andreï Skotch est père de dix enfants, dont quatre quadruplés nés en 1994 : Nikita, Sofia, Alexandra et Ioulia. 
Après avoir été élu député à la Douma d'État, Andreï Skotch transfère sa part au capital d'Interfin à son père, Vladimir Nikitovitch Skotch. Selon Forbes, en plus de posséder 30 % des actions de Metalloinvest, Vladimir Skotch détient également des parts dans l'aéroport de Vnoukovo.